# Liam Munroe
Liam Munroe (Dublín, Estado Libre Irlandés, 28 de noviembre de 1933-Dublín, Irlanda, 10 de agosto de 2024) fue un futbolista irlandés que jugó en la posición de delantero.

## Carrera

### Club
| Periodo   | Club                  |
| --------- | --------------------- |
| 1952-1954 | Shamrock Rovers       |
| 1954      | RCF Paris             |
| 1954-1956 | Shamrock Rovers       |
| 1956-1957 | Ards FC               |
| 1957—1958 | Bristol City FC       |
| 1958      | Scunthorpe United FC  |
| 1958–1959 | Lisburn Distillery FC |
| 1959–1962 | Dundalk FC            |
| 1962–1963 | Ards FC               |

### Selección nacional
Jugó para Irlanda en una ocasión el 28 de octubre de 1953 en la victoria por 4-0 ante Luxemburgo en Dalymount Park por la clasificación para la Copa Mundial de Fútbol de 1954.

## Logros
- League of Ireland: 1953-54
- League of Ireland Shield: 1954-55, 1955-56
- Leinster Senior Cup: 1953, 1955
- Irish Premier League: 1957-58
- County Antrim Shield: 1956